# Shuttleworthia satelles
Shuttleworthia satelles è una specie di batterio appartenente alla famiglia delle Lachnospiraceae.